# 2020年5月

## 5月1日
- 加拿大總理賈斯汀·杜魯多颁布攻击性武器禁令，禁止其购买、销售、运输、进口及使用。[1]
- 有望獲得2020年美國總統選舉民主黨參選人提名的前副總統乔·拜登首度親身公開否認他的一名前女性僱員塔拉·里德宣稱的性侵犯指控。[2][3]
- 委內瑞拉波图格萨州瓜纳雷市的监狱發生暴動，至少47人喪生，75人受伤[4]。

## 5月4日
- 2020年世界博覽會延期至2021年10月1日開幕。[5]

## 5月5日
- 菲律賓政府勒令當地最大傳媒機構ABS-CBN停止廣播。[6]
- 阿尔及利亚中部瓦尔格拉省发生一起交通事故，造成4名中国公民死亡[7]。

## 5月7日
- 美國前任國家安全顧問迈克尔·T·弗林獲美國司法部撤銷起訴。[8][9]
- 穆斯塔法·卡迪米就任伊拉克總理。[10]
- 敘利亞政府宣佈2020年敘利亞議會選舉（英语：2020 Syrian parliamentary election）延期至7月舉行。[11]
- LG集團在印度維沙卡帕特南的工廠毒氣外洩，造成至少11人死亡。[12]

## 5月10日
- 伊朗海軍在測試一款新型反艦導彈時，一枚導彈誤中負責拖浮靶至指定位置的軍艦「科納拉克號」，造成19人喪生。[13]
- 一枚炸弹击中了马里基达尔阿蓋洛克的一辆联合国车辆，三名乍得维和人员在爆炸中丧生。[14]

## 5月15日
- 全球最大的晶圆代工厂台积电宣布，将在美国亚利桑那州投资120亿美元兴建一座先进的晶圆厂，规划于2021年动工。[15]

## 5月17日
- 以色列議會以73票支持、46票反對，通過由本雅明·内塔尼亚胡領導的聯合政府內閣名單。[16]
- 阿富汗總統阿什拉夫·加尼·艾哈迈德扎伊與主要政治對手阿卜杜拉·阿卜杜拉簽署權力分享協議。[17]

## 5月18日
- 中国云南省昭通市巧家县发生5.0级地震，造成4人死亡和28人受伤。[18][19]

## 5月20日
- 氣旋安攀在印度西孟加拉邦登陸。[20]
- 2020年布隆迪大選（英语：2020 Burundian general election）進行投票。[21][22]

## 5月21日
- 斯里兰卡的一起疫情救济活动发生踩踏事故，造成3名女性死亡，多人受伤。[23]

## 5月22日
- 巴基斯坦國際航空一架客機在卡拉奇墜毀，[24]有乘客幸存。[25]

## 5月24日
- 香港市民因不滿全國人大審議立香港國安法而發起遊行抗議，警方發放催淚彈驅散，導致最少100多人被捕。[26]

## 5月25日
- 新西兰北岛勒文镇附近发生5.8级地震[27]。
- 布隆迪的選舉委員會宣佈執政黨候選人埃瓦里斯特·恩达伊希米耶贏得總統選舉。[28]
- 英國維珍軌道公司（Virgin Orbit）同日表示，由特別改裝的波音747客機（Cosmic Girl）負責運載火箭，在太平洋上空3萬5千英呎處執行試射任務，但此次首度LauncherOne火箭試射之任務已失敗。[29]

## 5月26日
- 因受到2019冠狀病毒病疫情影響，南美航空集團宣布在美國聲請破產保護，並同時暫停交易。[30][31]

## 5月27日
- 加拿大英屬哥倫比亞最高法院判定，孟晚舟案符合引渡的「雙重犯罪」標準，引渡程序將繼續進行。[32]
- 太空探索技术公司的首次载人发射任务载人龙飞船示范2号因熱帶風暴伯莎的影响被推迟到了5月30日。[33][34]
- 美国多地因乔治·弗洛伊德之死爆发大规模示威游行。[35][36]

## 5月28日
- 中國全國人民代表大會表決通過為香港製定有關國家安全法規的決定[37][38][39]。
- 中国全國人民代表大會表決通過《中华人民共和国民法典》。[40][41]
- 受示威游行影响，明尼苏达州州长提姆·沃茨宣布全州进入紧急状态，有示威者被枪杀。[42]

## 5月29日
- 一名黑人记者在直播明尼阿波利斯市的抗议现场時一度被警方逮捕。[43]
- 美國總統特朗普因中國推行《港區國家安全法》，称其將香港原來的一國兩制變成一國一制，違反《中英聯合聲明》，下令將取消香港特殊貿易地位、制裁中港官員[44]。
- 美国总统特朗普表示将终止美国与世界卫生组织的关系。[45]
- 位於俄羅斯北部城市諾里爾斯克的發電廠因油缸受損而導致逾2萬噸柴油流入河流，是北極圈首次發生同類事故。[46]

## 5月30日
- 近2000萬份的台灣身分證資料遭到外洩，並被兜售至暗網。[47][48]
- 美國太空運輸公司SpaceX的首次载人任务载人龙飞船示范2号在甘迺迪太空中心成功发射。[49]

## 5月31日
- 誠品書店敦南店因租約到期結束營業[50]，敦南金融大樓將改建為飯店[51][52][53][54]。誠品士林店、誠品高雄醫學院店因租約到期結束營業。[55]
- 中南客運於公司受到償債執行，經徵詢股東並無意願償債，公司車輛及帳戶已被凍結之下，中南客運宣布在2020年5月31日停業。